# گازو هیاکی یاکو

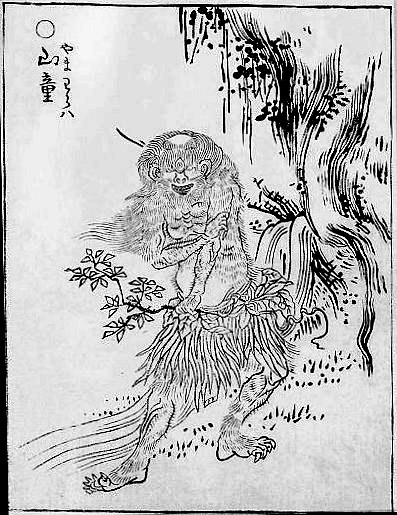
یاماواراوا مخلوق ساکن کوه‌های استان کیوشو

گازو هیاکی یاکو (در ژاپنی: 画図百鬼夜行) به معنی «تصویر رژهٔ شبانهٔ صد دیو» اولین کتابی از سلسله‌ای به همین نام اثر هنرمند ژاپنی تری یاما سکیئن (انگلیسی: Toriyama Sekien ژاپنی: 鳥山石燕)، و چاپ و نشر شده در حدود سال ۱۷۸۱ میلادی است. این سلسله کتابها مقاله هائی دربارهٔ جانوران ما وراء طبیعی، جمع‌آوری شبح‌ها، روح‌ها، دیوها و هیولاها می‌باشد که تری یاما آنها را مبنی بر ادبیات، رسوم اجدادی و آثار هنری دیگری تهیه کرد. این سلسله اثر بسیار عمیقی بر شبیه‌سازی یوکای (روح، جن و دیو) داشت.

## نگارخانه

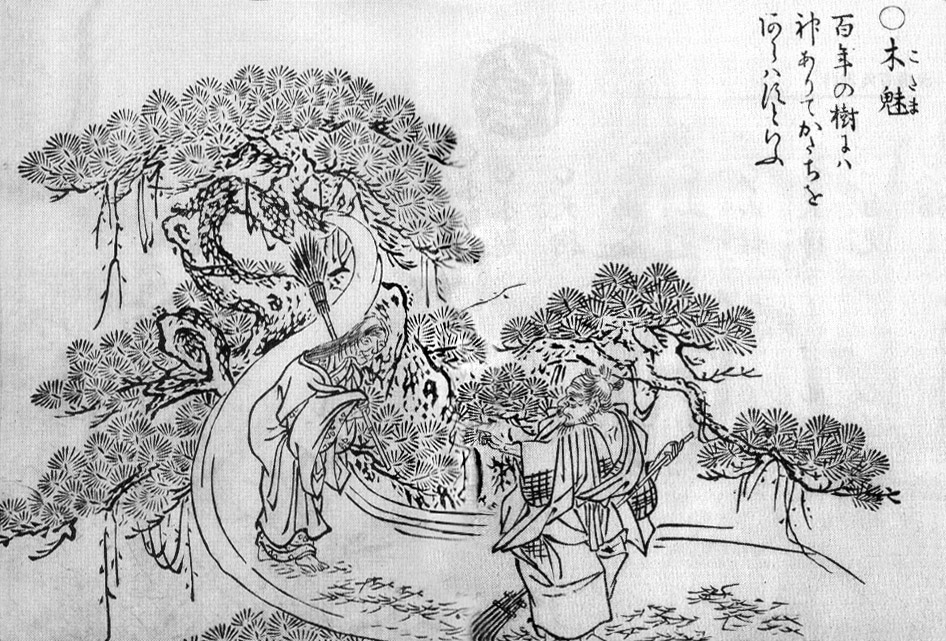
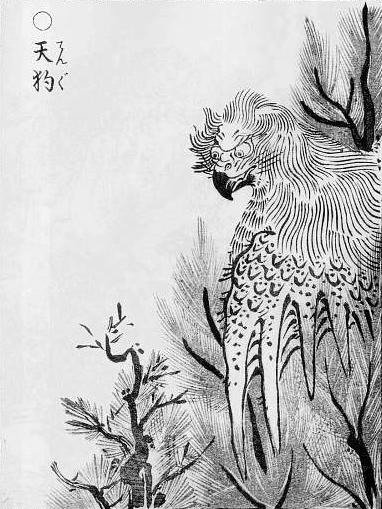
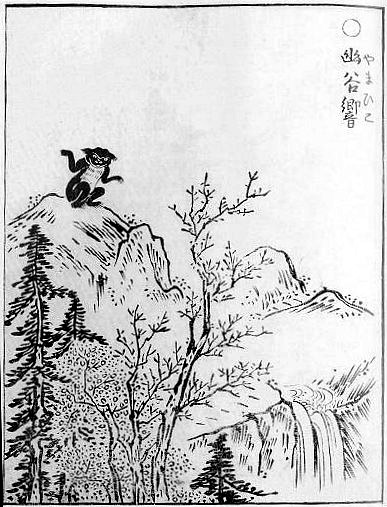
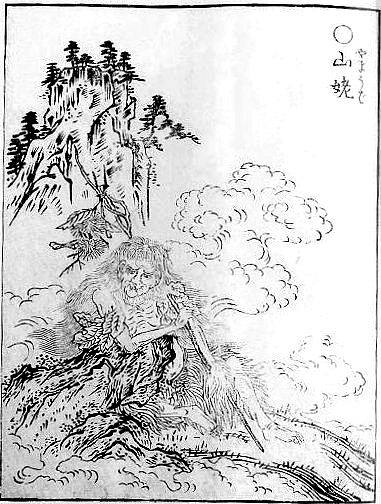
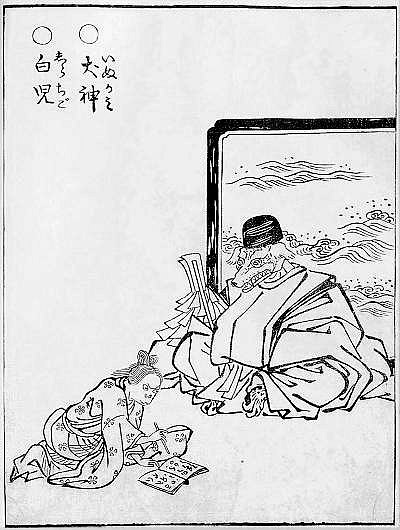
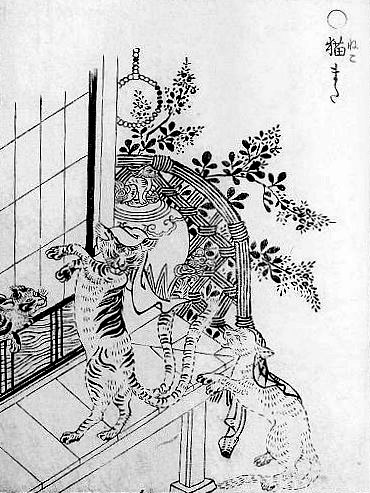
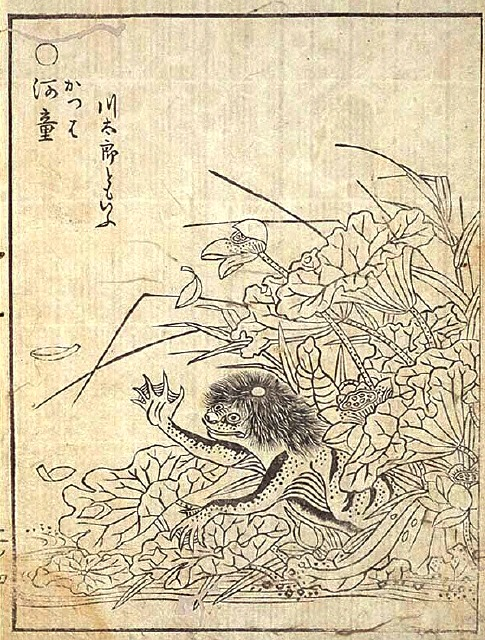
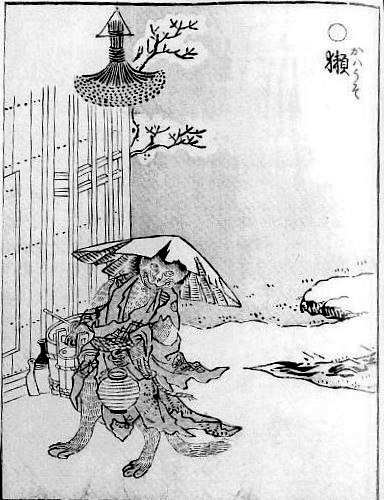
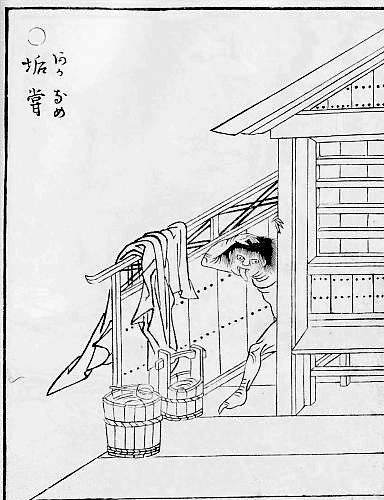
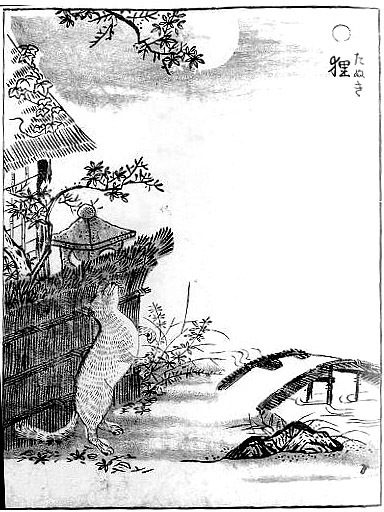
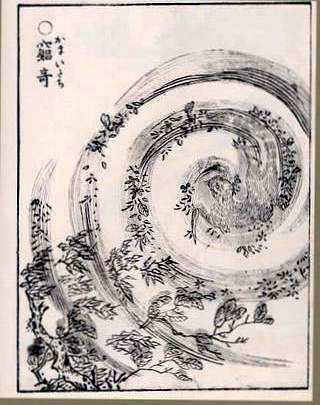
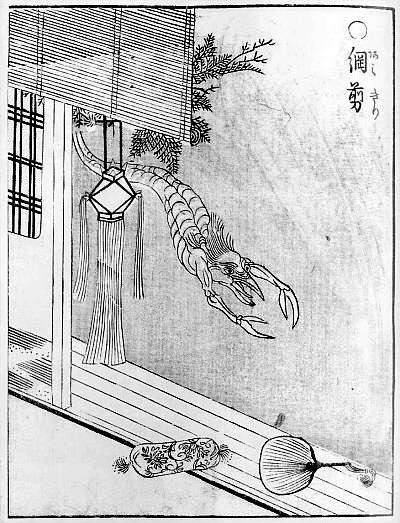
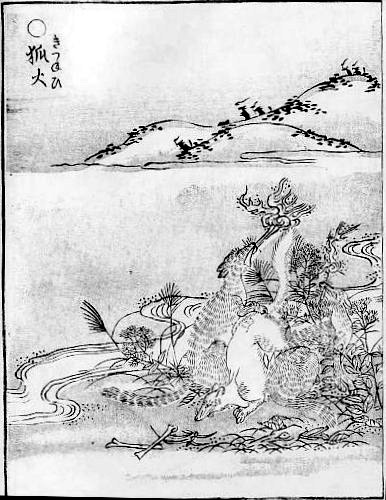